# Stanisław Potocki (1659–1683)
Stanisław Potocki herbu Pilawa (ur. 1659, zm. 12 września 1683 w bitwie pod Wiedniem) – starosta halicki w latach 1682–1683, starosta kołomyjski, rotmistrz i pułkownik jazdy.

## Życiorys

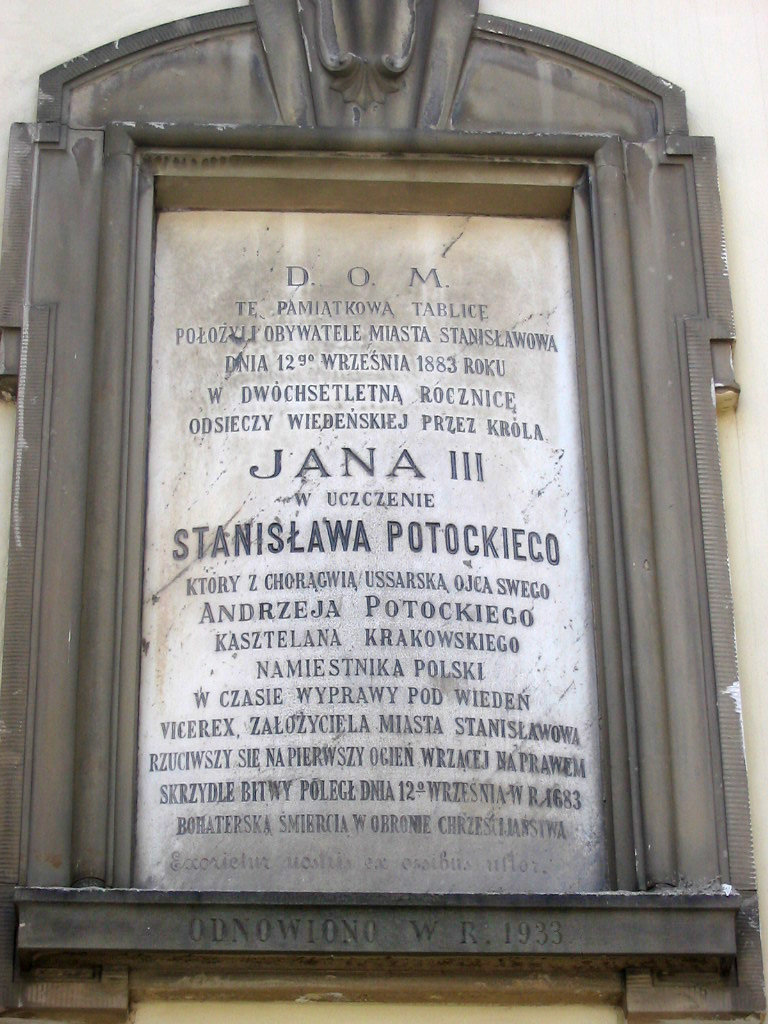
Tablica pamiątkowa

Był synem Andrzeja, hetmana polnego koronnego i bratem Józefa, hetmana wielkiego koronnego.
Poseł sejmiku halickiego na sejm 1681 roku, sejm 1683 roku.
W 1683 roku był dowódcą chorągwi husarskiej koronnej kasztelana koronnego Andrzeja Potockiego.
Pochowany został w kolegiacie w Stanisławowie, natomiast serce pozostało w Wiedniu, gdzie spoczęło w kościele Franciszkanów.